# Lyrocteis imperatoris
Lyrocteis imperatoris är en kammanetart som beskrevs av Komai 1941. Lyrocteis imperatoris ingår i släktet Lyrocteis och familjen Lyroctenidae. Inga underarter finns listade i Catalogue of Life.